# アドベンチャーランドへようこそ
『アドベンチャーランドへようこそ』（原題：Adventureland）は、2009年のアメリカ映画。

## ストーリー
大学院進学を目指していたジェイムズは父親の給料が減らされ、学費の一部を工面する必要が出てきたため、アルバイトを探していた。
やっと見つかったバイトは、“アドベンチャーランド”という地元の寂れた遊園地で、労働時間が長い割に賃金は安く、おまけにバイト仲間も一風変わった人物ばかりだった。しかし、彼はそこで働いていたエムという女性と恋に落ちた。

## キャスト
括弧内は日本語吹替版のキャスト
- ジェイムズ：ジェシー・アイゼンバーグ（武藤正史）
- エミリー・“エム”・レウィン：クリステン・スチュワート（園崎未恵）
- コンネル：ライアン・レイノルズ（志村知幸）
- ジョエル：マーティン・スター（伊丸岡篤）
- ボビー：ビル・ヘイダー（丸山壮史）
- ポーレット：クリステン・ウィグ（石松千恵美）
- リサ：マルガリータ・レヴィエヴァ（田中晶子）
- その他の声の吹き替え：岡本寛志／島宗りつこ／向井修／定岡小百合／勝田晶子／川村拓央／仲村水希／橘凜／藤村悠樹／遠藤大輔／中田隼人

## サウンドトラック
- ルー・リード「Satellite of love」
- デヴィッド・ボウイ「Modern Love」
- ビッグ・スター「I'm In Love With A Girl」
- ザ・キュアー「Just Like Heaven」
- ファルコ「Rock Me Amadeus」
- INXS「Don't Change」
- アウトフィールド「Your Love」
- クラウデッド・ハウス「Don't Dream It's Over」
- ニューヨーク・ドールズ「Looking For A Kiss」
- ハスカー・ドゥ「Don't Want to Know If you are Lonely」
- リプレイスメンツ「Unsatisfied」
- ヴェルヴェット・アンダーグラウンド「Pale blue eyes」
- ヨ・ラ・テンゴ「Farewell Adventureland」
- ブライアン・ケニー＆イアン・バーコウィッツ「Adventureland Theme Song」